# Ctenomys argentinus
Туко-туко аргентинський (Ctenomys argentinus) — вид гризунів родини тукотукових що мешкає в північно-центральній частині Аргентини у Формосі і Чако в областях піщаних ґрунтів і складається з безлічі фрагментованих популяцій. Кігті й зуби модифіковані для рийного життя.

## Загрози та охорона
Серйозною загрозою для цього виду є втрата місць проживання у зв'язку з розширенням наділів для соєвого сільського господарства і, природно, малі, фрагментовані популяції. Вид не зустрічається в жодній охоронній території, і немає жодних збережуваних заходів, щоб захистити цього туко-туко.